# 印度尼西亞民族黨
印度尼西亞民族黨（PNI），又譯印尼国民党，是1927年以來印度尼西亞數個政黨使用過的名稱。

## 独立前
青年工程師蘇卡諾在1927年7月4日和中央讀書會（Algemeene Studie Club）的社員组成印度尼西亞民族联盟（Perserikatan Nasional Indonesia），至1928年5月改稱「印度尼西亞民族黨」。他們的宗旨是對荷兰殖民政府發起不合作運動，從而達致印尼独立的目標；截至1929年底，民族黨已經吸納了10,000名黨員，引起了当局的警觉。
1929年12月，苏卡诺和7名政党领导人被捕，以威胁公共秩序的罪名受审。1930年9月被判处1至3年徒刑——苏卡诺的刑期最长。失去领导人之後，该党陷入瘫痪，于1931年解体。

## 独立后
1945年印尼宣布獨立后，印度尼西亞民族黨曾在同年8月22日再次成立，卻在9月1日解散，原因是印尼不需要執政黨。
印度尼西亞民族黨在1946年1月29日恢復運作，這時候蘇卡諾身為總統，不可以參加政治，所以沒有參加。由於這個政黨与苏卡诺最初的政党，以及在1945年8月短暂存在的政黨同名，因此获得許多支持。 1945年以来，该党取得许多重要的政府职位，并在1955年第一次立法機構選舉中赢得最多选票。民族黨的黨綱不只包含民族主义，也支持一個强大的中央集权政府和世俗主义。
1965年九三〇事件之後，民族党的左翼遭到清洗，自此其聲勢開始衰退。民族黨在1971年參加第二次立法機構選舉，与其他八个政党，以及政府支持的專業集團聯合秘書處競爭，結果雖然名列第三，不過得票率不到7%。1973年，为限制政党数量和削弱反对派，民族黨与其他民族主义及基督教政党合并为印度尼西亞民主黨 (Partai Demokrasi Indonesia，PDI)。
1998年蘇哈托总统下台后，印尼出現了三個以「印度尼西亞民族黨」命名的政黨，包括在1995年10月26日成立的「蘇珀尼派印度尼西亞民族黨」（Partai Nasional Indonesia - Supeni）、在1998年5月21日成立的「印度尼西亞民族黨–平民主義群眾」，以及在1999年2月10日成立的「印度尼西亞民族黨–平民主義陣線」。這三個政黨都參加了1999年的立法選舉，最終「印度尼西亞民族黨–平民主義群眾」和「印度尼西亞民族黨–平民主義陣線」各獲得一席。